# Televerkets administrativa datasystem
Televerkets administrativa datasystem (TAD) skapades i början av 1970-talet för olika administrativa ändamål inom svenska televerket. Systemet följde med in i Telia AB.

## Historia
ADB började användas inom televerket i mitten av 1960-talet då hålkortsbaserade system, t.ex. faktureringssystem, flyttades över till dator. 1964 började telefonräkningarna produceras i dator och 1965 kom ett system för förrådsbokföring. Dessa system var dock helt fristående och inte byggda för att samarbeta och dela data.
Generaldirektör Bertil Bjurel tillsatte 1965 en kommitté som skulle utreda förutsättningarna för ett integrerat datasystem, DAKO-65. Kommitténs betänkande kom 1967, och utifrån dess förslag påbörjades ett antal förstudier inom TAD-projektet 1968. Dessa avsåg att skapa ett realtidssystem med terminaler anslutna via modem till en centraldator. Systemet skulle hantera bland annat ett gemensamt kundregister, order-, fakturerings-, katalog-, nummerbyråfunktioner, budget och underhållsverksamhet.
En avgränsning skedde när TAD1-projektet formades 1971. Flera av de ursprungliga systemen från 1968 kom att ingå i TAD1, som skulle hantera kärnverksamhet som nätregister och orderfunktioner. Systemet höll reda på abonnenter och kopplingsvägar i nätet, beställningar av nya abonnemang och flytt av befintliga samt de omkopplingar i nät och telefonstationer som följde. Västerås teleområde utsågs till pilotområde, och den första funktionen (vakansregister, alltså besked om varför ett nummer ger hänvisningston) togs i bruk 1974-1975. Under de följande åren driftsattes kundregister (1976), beställning och orderdistribution samt system för lokalstationer (1977) samt system för lokalnät (1978). 1980 togs ett beslut om att införa systemet över hela landet.
TAD1-systemet kom också att säljas till Singapore och Nya Zeeland.

## Teknik

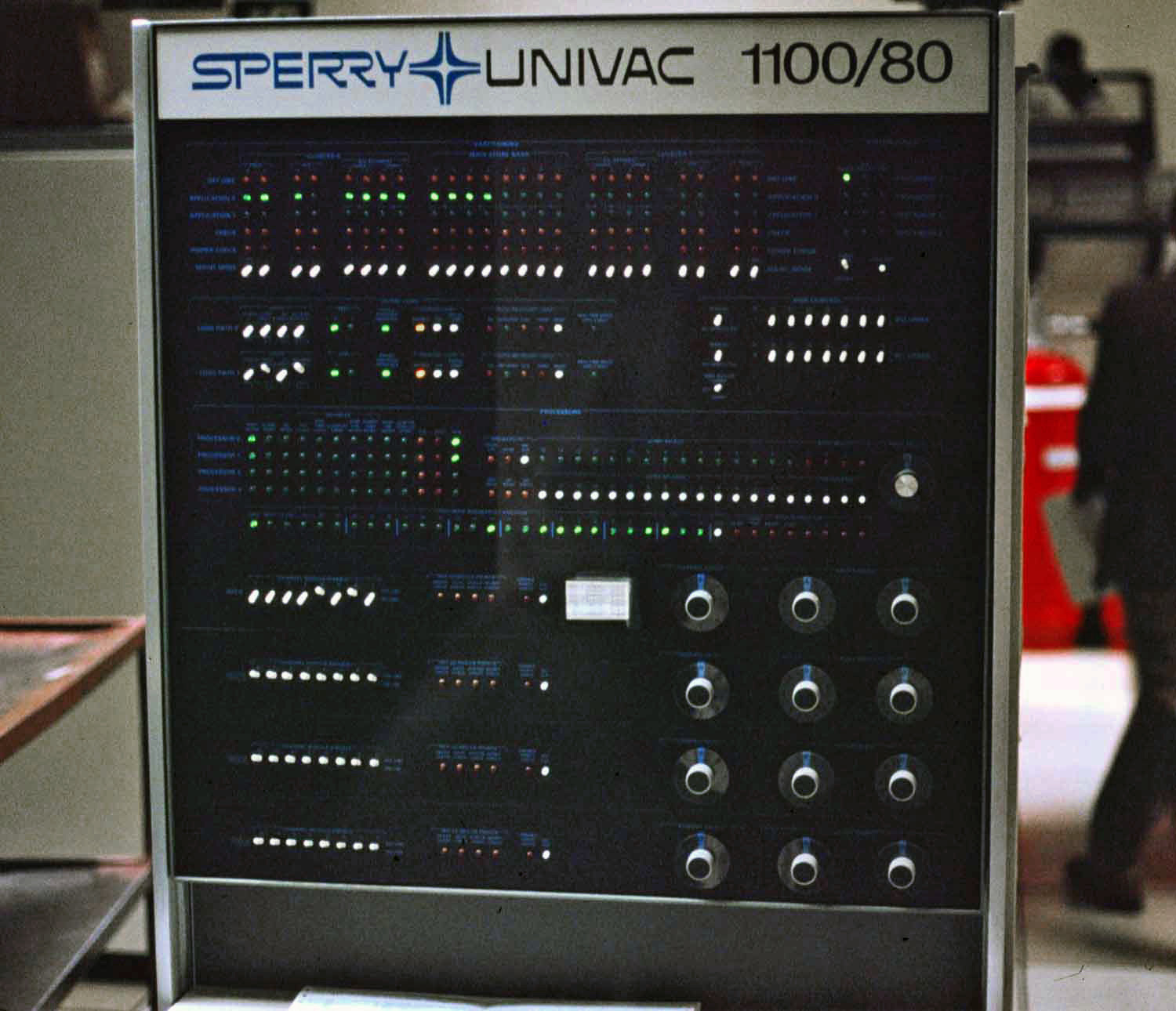
Kontrollpanelen till en UNIVAC 1100-80-dator.

1973 köptes de första datorerna in, två UNIVAC 1100-80. Dessa placerades på telverkets datacentraler i Kalmar respektive Huddinge. Till varje dator anslöts en kommunikationsdator, UNIVAC DCP40, som hanterade kommunikation mot de terminaler som var anslutna till systemet med fast uppkopplade modemförbindelser. Mellan de två kommunikationsdatorerna i Kalmar och Farsta fanns också en 48 kbit/s höghastighetsförbindelse (en s.k. TRUNK) som hanterade kommunikationen mellan de två stordatorerna. De sammankopplade kommunikationsdatorerna användes för dels file transfer men också för att möjliggöra att terminalanvändare ifrån södra Sverige kunde logga om till Farsta-systemen (och vice versa) vid systemstörningar).
Initialt anslöts tre sorters terminaler till TAD: skrivande TTY-terminaler av märket Alfaskop Terminet 300 (år 1980 fanns 300 sådana), bildskärmsterminaler modell Burroughs TD700 för vakansexpedition (100 st 1980) och Alfaskops bildskärmsterminal (1 500 st). Kommunikationen med TD700 terminalerna skedde via IBM:s 3270-protokoll och Alfaskop-terminalerna med protokollet ISO-1745. Programmeringen i stordatorena skedde i Assembler och Cobol. Senare utökades datorfamiljen med ett stort antal Sperry-Univac system senare Sperry och slutligen UNISYS system (samma dator serie, bara nytt namn pa leverntoren). Maskintyperna var 1100/80 senare utbyggd i steg 1100/82, 1100-83 till en fullt bestyckad 1100/84, ett par 1100/60, 1100/70, 1100-92 (vatten kyld) senare den nya serien Unisys datorer 2200/400, 2200/600 och flaggskeppet den vattenkylda 2200/900. System printrat Unisys 0770, Bandstation U40 (senare stora StorageTek band robotar), Diskenheter 8433,8459,8470,8480. DCP-familjen utökades med DCP-40 senare DCP50 och ett antal automatiska lineswitchar, LSM, installerades för att automatiskt skifta linjelasten vid systemfel till en reserv-DCP.
TAD-systemet hade en högastighetstrunkförbindelse med en motsvarande anläggning i Televerket Farstas datacentral på 48 kbit/s, en för tiden oerhörd kapacitet (de flesta användarna var anslutna via Alfaskop MUXar via 9600 bit/s-förbindelser (via protokollet ISO 1745).

## Användningsområden
De huvudsakliga användningsområdet var TAD1-systemet som beskrivits ovan. DN-systemet (NRB datoriserat nummerinformationssystem) infördes på prov på nummerbyrån i Malmö i september 1980 och infördes på alla betjäningscentraler 1983.  Ett stödsystem för telefonister som arbetade med telefonpassning infördes 1985. I mitten av 1980-talet infördes Fiplex och IFTAX. Fiplex var ett system för planering av felanmälan och stöd till planeringsexpeditionerna, som skötte reparatörernas dagliga arbete. IFTAX kopplade ihop Fiplex, TAD1 och AXE-stationerna, så att ändringar som gjordes i TAD1 automatiskt slog igenom i berörd AXE-station, detta sked via en koppling från DCP-kommunikationsdatorerna via en Honywell Bull Mini-6 dator. Vidare kunde abonnentledningarna mätas vid misstänkta fel direkt från TAD1 medan abonnenten väntade i telefon. Internationell nummerbyrå enligt CEPT-protokollet Tph 28 (senare ITU:s rekommendation E.115) infördes för de nordiska länderna på Nordenupplysningen i Östersund 1990 och kom så småningom att utökas till ett tjugotal länder.

## Ärendekoder

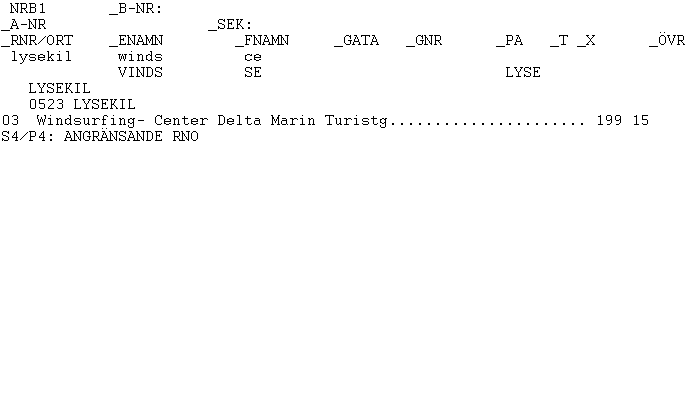
NRB-ärendet, svar på sökning i Lysekilsområdet.

Systemet byggde på ärendekoder, kommandon, om två till fyra tecken, som kombinerades med det telefonnummer man ville behandla. Några av de ärendekoder som fanns följer nedan.
| Ärende | Förklaring |
| ------ | --- |
| FELA   | Felanmälan av abonnemang |
| FLIT   | Flytt inom teleområde |
| FMÄT   | Kvalitetsmätning av abonnents telefonledning                                                                                          |
| INRB   | Internationell nummerbyrå |
| KREG   | Kundregister. Översikt över vem som innehade ett visst abonnemang och vilka tjänster och produkter som var kopplade till abonnemanget |
| NYAB   | Nytt abonnemang |
| NRB    | Nummerbyrå |
| NRXP   | Reservation av telefonnummer |
| TE     | Telefonpassning, efterhörning av meddelanden som lämnats av påringande                                                                |
| TP     | Telefonpassning, påringning av den som ringt ett nummer som kopplats till telefonpassning                                             |
| VAKF   | Vakansregister, förfrågan om varför ett nummer ger hänvisningston                                                                     |
| VAKT   | Vakansregister, uppdatering |
| LIAX   | Listning av abonnentdata i AXE |
| IFTA   | ? |
| KOUT   | Kontrollera telefonnummer som funnits på kopplingsvägar                                                                               |

## Avveckling
Under slutet av 2011 initierade TeliaSonera ett program med syfte att avveckla TAD-systemet. Den 25 januari 2015 togs den första delen av TAD, TAD-S, ur drift och dess funktioner togs över av nya IT-system.
Under våren 2018 flyttades de flesta funktionerna från TAD-P till andra system och TAD-P togs helt ur bruk 2019.
Den 23 september 2018 togs TAD-N ur drift och dess funktioner flyttades till den nya plattformen CView (baserat på Ericssons produkt Adaptive Inventory – även känd som EAI).